# Luftrennen

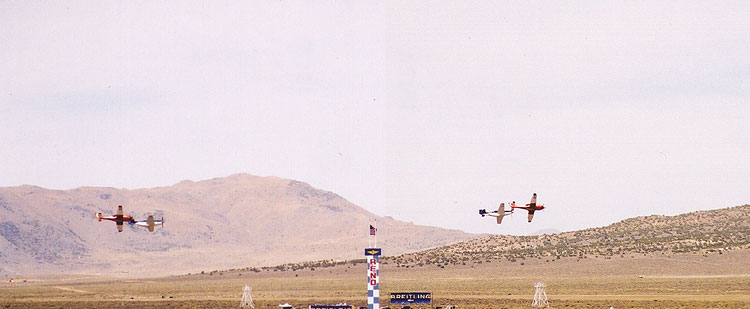
Ein Luftrennen in Reno (Nevada)

Ein Luftrennen oder Flugzeugrennen ist ein Geschwindigkeitswettbewerb mit Luftfahrzeugen und im weiteren Sinn ein FAI kontrollierter Geschwindigkeitsrekordversuch eines einzelnen Luftfahrzeugs. Luftrennen werden häufig mit speziellen Rennflugzeugen ausgetragen. Bei der Red Bull Air Race Weltmeisterschaft finden meist schnelle Kunstflugmaschinen Verwendung. Neben dem Geschwindigkeitskriterium haben sich Flugwettbewerbe auch in Richtung Zuverlässigkeitsprüfung für die eingesetzten Maschinen und Prüfung des fliegerischen Könnens der Piloten entwickelt.

## Beschreibung

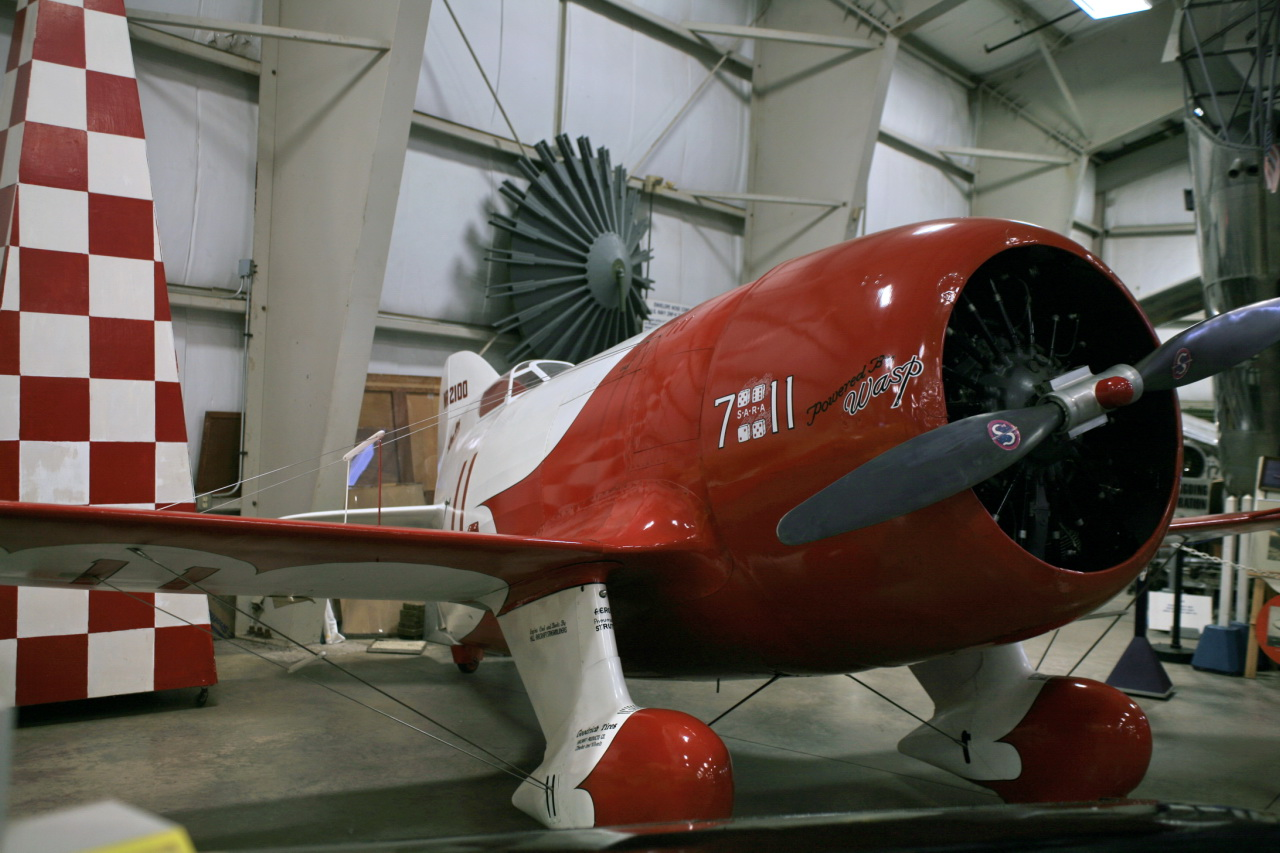
Das Rennflugzeug Gee Bee R-1 (hier ein Replikat) gewann unter anderem die Thompson Trophy 1932.

Bekannt sind etwa das MacRobertson-Luftrennen von England nach Australien im Jahre 1934 oder die Veranstaltungen, die in den USA im Rahmen der Reno Air Races als der schnellste Motorsport der Welt unter anderem mit umgebauten und mit hochgezüchteten Flugmotoren ausgestatteten Maschinen aus dem Zweiten Weltkrieg (Warbirds) noch heute geflogen werden.
Zu den bekannten Flugzeugrennen der Vergangenheit, bei denen zahlreiche Rekorde erflogen wurden, gehörte der Deutschlandflug 1911, der prestigeträchtige Schneider-Pokal (Schneider Trophy) für Wasserflugzeuge von 1913 bis 1931, der Fliegerwettbewerb „Kleine Entente“ 1938,  die National Air Races in den USA von 1920 bis 1949 oder die Bendix Trophy von 1931 bis 1962 (seit 1998 wieder als Honeywell Bendix Trophy).

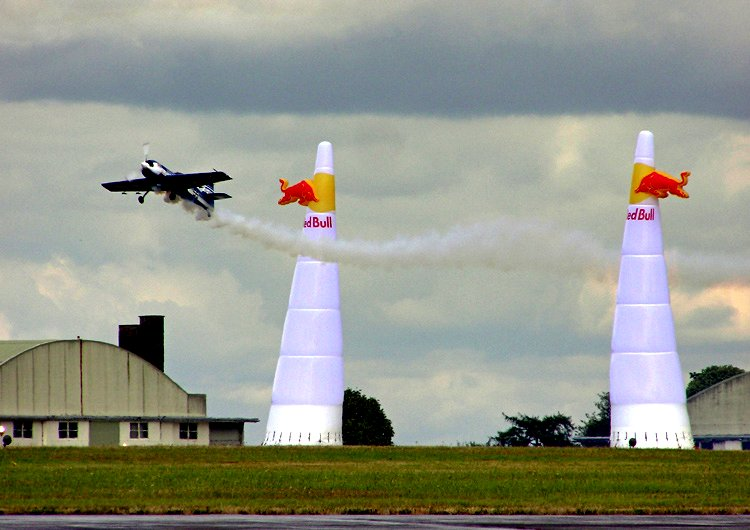
Red Bull Air Race in England

Die Red Bull Air Race Weltmeisterschaft ist eine neu geschaffene Rennserie mit Kunstflugmaschinen, die aktuell ausgetragen wird. Auch für Segelflugzeuge gibt es entsprechende Wettbewerbe, bei denen auf Zeit um zuvor festgelegte Wendepunkte geflogen werden muss.

## Bekannte Rennpiloten
- Louis Blériot (1872–1936), französischer Ingenieur und Luftfahrtpionier
- Jacqueline Cochran (1906–1980), amerikanische Fliegerin
- Glenn Curtiss (1878–1930), Rennfahrer, Luftfahrtpionier, Pilot und Unternehmer
- James Harold Doolittle (1896–1993), Pilot und General der United States Air Force
- Mario De Bernardi
- Darryl Greenamyer
- Kevin Eldredge
- Skip Holm
- Francesco Agello (1902–1942), italienischer Testpilot
- Jimmy Leeward
- Tony LeVier (1913–1998), US-amerikanischer Testpilot
- Blanche Noyes
- Jon Sharp
- Bill Stead
- Péter Besenyei (* 1956), ungarischer Kunstflugpilot
- Drake Solomon

## Erfolgreiche Rennflugzeuge
- Curtiss R3C-2, Schneider-Trophy 1925
- Granville Gee Bee R-1, Thompson Trophy 1932
- Messerschmitt Me 209, FAI Geschwindigkeits-Weltrekord (1938)
- Bearcat Rare Bear, FAI Geschwindigkeits-Weltrekord (1989)